# Distretto di Camaná
Il distretto di Camaná è uno dei tredici distretti della provincia di Camaná, in Perù. Si trova nella regione di Arequipa e si estende su una superficie di 11,67 chilometri quadrati.

Ha per capitale la città di Camaná e contava 14.043 abitanti al censimento del 2005.